# مورینگا

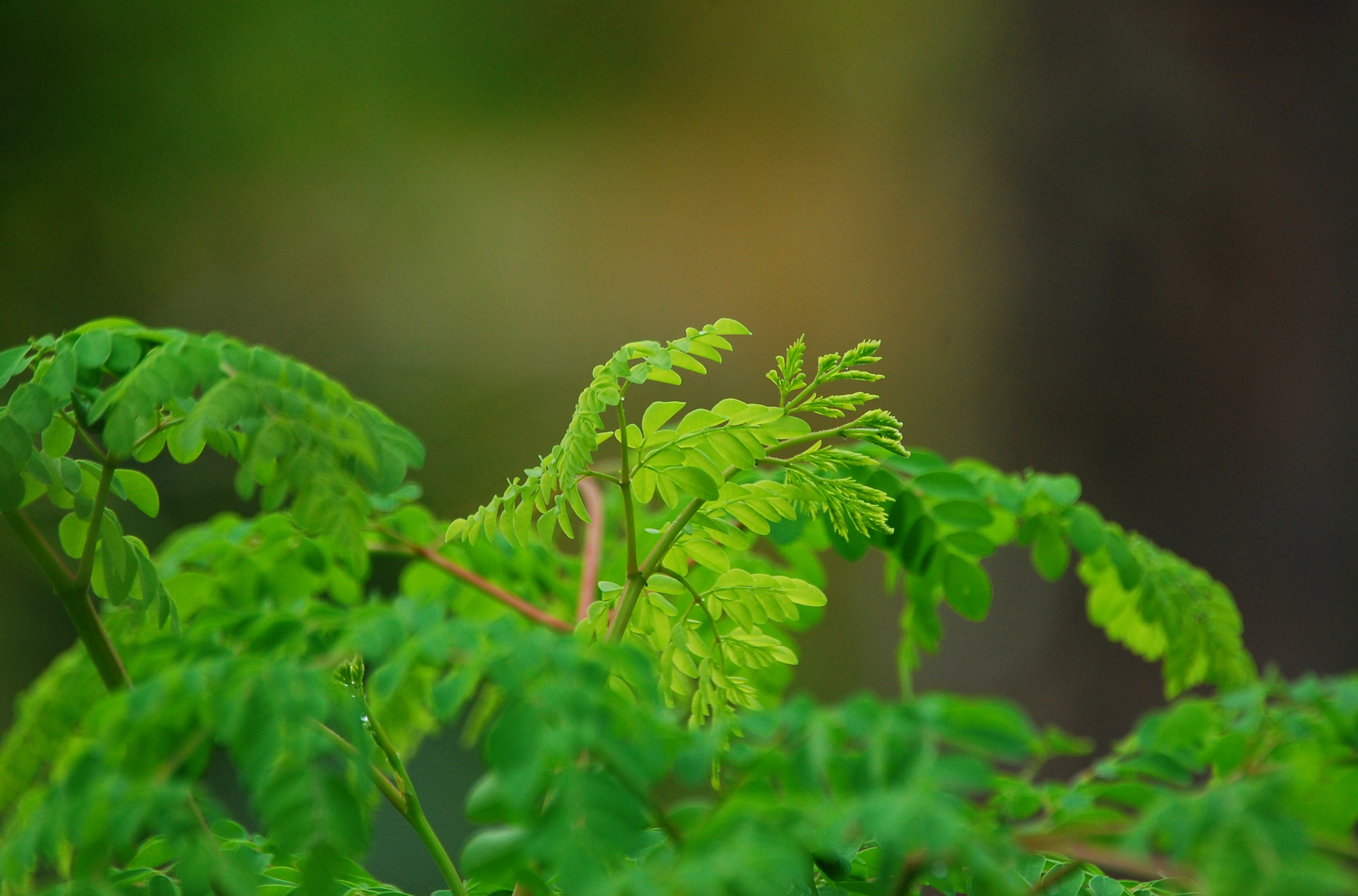
مورینگا اولیفیرا

مورینگا نامی مشترک بر تیره مورینگاسه جهت نام بردن آنها گفته می‌شود. این تیره شامل سیزده گونه است.
توجه شود که با موریندا اشتباه گرفته نشود.
گز روغن به دسته ای از تیره مورینگاسه گفته می‌شود که بذرهای آنها دارای روغن فراوان هستند و در صنایع دارویی و بهداشتی مصارف گوناگون دارد. آنچه که در ایران به نام گز روغنی یا گاز رخ نما برده می‌شود درخت مورینگا پرگرینا می‌باشد.
سیزده گونه این تیره در زیر عنوان شده‌است:
1. Moringa arborea Verdc
2. Moringa borziana Mattei
3. Moringa concanensis
4. Moringa drouhardii Jum
5. Moringa hildebrandtii Engl
6. Moringa longituba Engl
7. Moringa oleifera Lam
8. Moringa ovalifolia Dinter & Berger
9. Moringa peregrina (Forssk.) Fiori
10. Moringa pygmaea Verdc
11. Moringa rivae Chiov
12. Moringa ruspoliana Engl
13. Moringa stenopetala (Baker f.) Cufod.

معروفترین گونه مورینگاسه رو می‌توان مورینگا اولیفیرا (Moringa oleifera)نام برد.
مورینگا بومی بخش‌هایی از آفریقا و آسیا و برگرفته از کلمه مورانگای است. تیره مورینگاسه در آب و هوای گرمسیری و نیمه گرمسیری رشد کرده و در اندازه‌های مختلف از گیاهان کوچک تا درختان عظیم وجود دارند.
بیشترین گونه کشت شده از این تیره درخت مورینگا اولیفیرا بومی شمال هندوستان بوده و به درخت معجزه نیز معروف است.
نوع مورینگا استنپوتلا (Moringa stenopetala) نیز بومی آفریقا بوده و در بسیاری از نقاط این قاره کشت می‌شود.
گونه‌های مورینگا در بسیاری از محیط‌ها رشد سریعی دارند.
توجه شود که گز روغنی نام فارسی نمونه مورینگا پرگرینا (Moringa peregrina) است که در مناطقی از سیستان و بلوچستان و هرمزگان کشت می‌شود.